# NGC 1152
NGC 1152 (również PGC 11182) – galaktyka soczewkowata (S0), znajdująca się w gwiazdozbiorze Erydanu. Odkrył ją Lewis A. Swift 10 listopada 1885 roku.